# Tritonia lancea
Tritonia lancea là một loài thực vật có hoa trong họ Diên vĩ. Loài này được (Thunb.) N.E.Br. miêu tả khoa học đầu tiên năm 1928.